# 용하구곡
제천 용하구곡은 대미산에서 발원한 물이 흐르는 계곡으로 월악산 국립공원 내에 있으며, 약 5km로 걸쳐 하류에서 상류로 거슬러 올라가며 자연경관이 빼어난 지점에 구곡이 분포하고 있다.
《제천 용하구곡》은 조선 후기 유학자인 의당 박세화(毅堂 朴世和, 1834~1910년)에 의해 명명된 구곡으로 도교의 자연관에 영향을 많이 받았다. 구곡의 명칭은 일제에 의해 도학의 질서가 붕괴되고, 조선의 풍속이 변화하는 것에 반발하여 존화양이(尊和攘夷) 사상에 따라 설정되었다.
현재 남아있는 대부분의 구곡 경관이 그 일부가 훼손되어 구곡을 온전히 보존하고 있는 사례가 매우 드문데 반해, 용하구곡은 구곡의 입구인 용하동문을 비롯하여 제1곡에서 제9곡까지 아홉 군데의 구곡 경관이 원형 그대로 보존되어 있다.
용하구곡은 다양한 지질현상을 보여 주는 바위(巖), 대(臺), 소(沼), 폭포(瀑), 연못(潭), 여울(灘) 등의 경관 요소가 오염원이 없는 수계(水系), 잘 보전된 자연림과 조화를 이루고 있다. 아울러 경구와 경물로 이루어진 각 곡의 정체성이 명료하고, 구곡의 이름이 새겨진 바위글씨가 있어 가치가 뛰어난 명승으로 평가되고 있다.

## 참고 자료
- '제천 용하구곡' 명승 지정 예고, 문화재청, 2014-08-28